# 161. østlige længdekreds
Den 161. østlige længdekreds (eller 161 grader østlig længde) er en længdekreds, der ligger 161 grader øst for nulmeridianen. Den løber gennem Ishavet, Asien, Stillehavet, det Sydlige Ishav og Antarktis.